# Illes Sisargas
Les illes Sisargas són un arxipèlag gallec a l'oceà Atlàntic en plena Costa da Morte. Està format per tres illes principals (Sisarga Grande, Sisarga Chica i Malante) i diversos illots, que pertanyen administrativament al municipi de Malpica de Bergantiños, a la província de La Corunya.
Les illes són majoritàriament escarpades i a la Sisarga Grande, la més gran de totes, trobem diversos penya-segats. Tot i així, en aquesta illa també hi ha un embarcador, una petita platja al sud i un far. El primer far es va construir a l'arxipèlag el 1853 i anteriorment hi havia hagut algun tipus de fortificació religiosa, destruïda pel pas del temps i pels atacs normands a l'illa.
Cal destacar la seva fauna. Trobem a les illes colònies de gavià fosc (Larus fuscus), gavineta (Rissa tridactyla), escateret (Hydrobates pelagicus) i somorgollaire (Uria aalge), aus poc habituals a Galícia i la península Ibèrica i que tenen a l'arxipèlag de les Sisargas una de les seves colònies més nombroses. A més, existeix una població important de corb marí emplomallat (Phalacrocorax aristotelis), ballester (Tachymarptis melba), gavià argentat (Larus cachinnans) i gralla de bec vermell (Pyrrhocorax pyrrhocorax).

## Galeria d'imatges

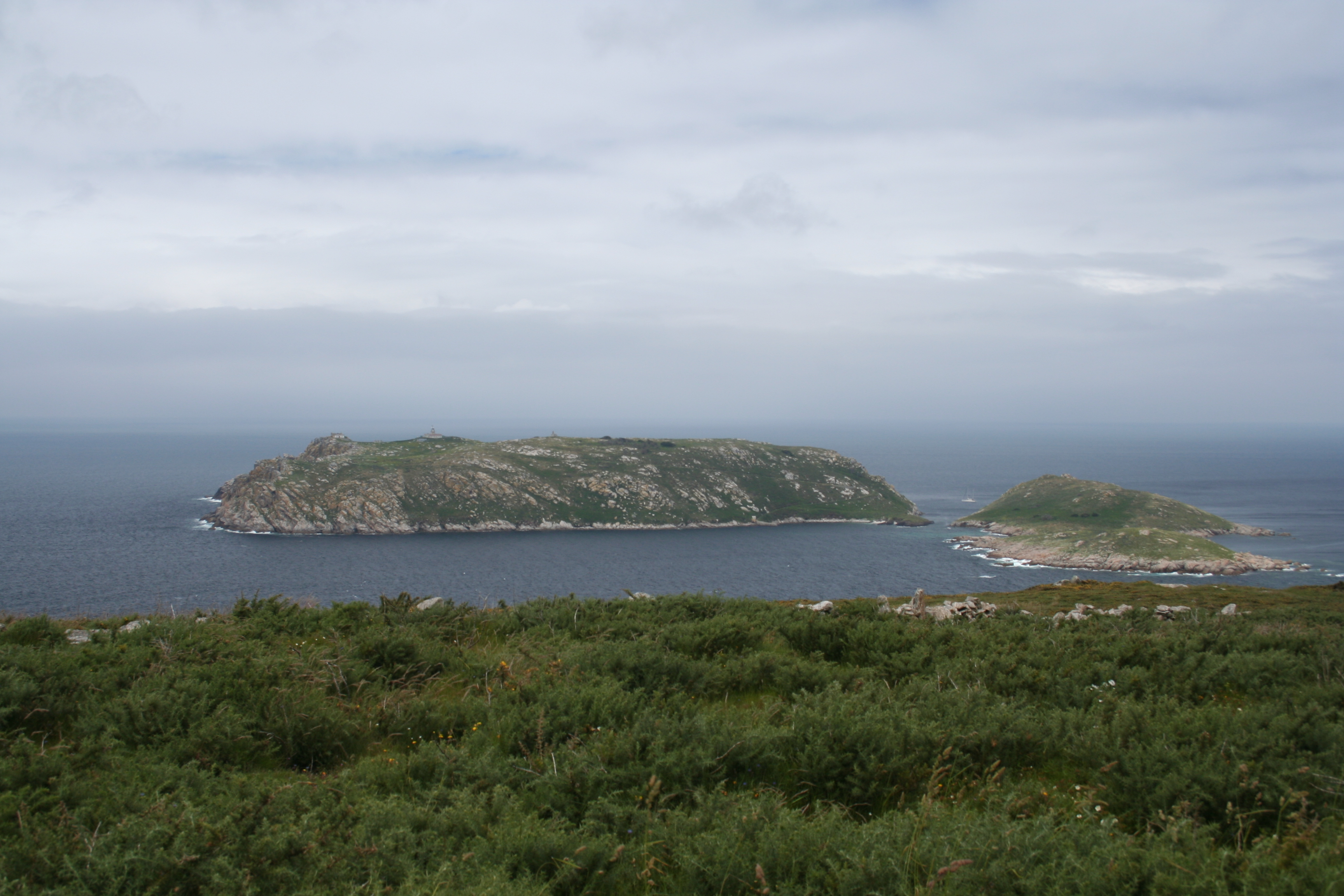